# 霍普金頓 (麻薩諸塞州)
霍普金頓（英語：Hopkinton）是一個位於美國麻薩諸塞州米德爾塞克斯縣的鎮。

## 人口
根據2020年美國人口普查的數據，霍普金頓的面積為72.90平方千米，當中陸地面積為68.80平方千米，而水域面積為4.10平方千米。當地共有人口5237人，而人口密度為每平方千米72人。